# 39641 Pézy
39641 Pézy è un asteroide della fascia principale. Scoperto nel 1995, presenta un'orbita caratterizzata da un semiasse maggiore pari a 2,304763 UA e da un'eccentricità di 0,221504, inclinata di 4,006833° rispetto all'eclittica.
È dedicato a Pézy, comune francese. Nei tempi antichi questo villaggio era un luogo di pellegrinaggio nella speranza di ospitare piogge abbondanti durante periodi di grandi siccità.